# Montredon
Montredon település Franciaországban, Lot megyében. Lakosainak száma 301 fő (2022. január 1.). Montredon Bouillac, Livinhac-le-Haut, Montmurat, Saint-Santin-de-Maurs, Bagnac-sur-Célé és Felzins községekkel határos.

## Népesség
A település népességének változása:
| Lakosok száma | 302  | 288  | 263  | 290  | 279  | 291  | 297  | 301  | 301  | 301  |
|               | 1968 | 1982 | 1990 | 2006 | 2013 | 2015 | 2017 | 2019 | 2020 | 2022 |